# Ron Coote
Ron Coote AM (* 25. Oktober 1944) ist ein ehemaliger australischer Rugby-League-Spieler, der seine gesamte Vereinskarriere bei den South Sydney Rabbitohs und den Eastern Suburbs Roosters, zwei sehr stark verfeindeten Vereinen aus Sydney, spielte.
Coote gilt als einer der besten australischen Rugbyspieler des 20. Jahrhunderts, er ist unter anderem ein Mitglied in der Australian Rugby League Hall of Fame und im sogenannten Team of the Century, einer Liste, die 2007 erstellt wurde, um 100 Jahre Rugby League in Australien zu feiern und die besten Spieler aus dieser Zeit beinhaltet. Er gewann insgesamt sechsmal die NSWRL, viermal mit den Rabbitohs und zweimal mit den Roosters. Mit der australischen Nationalmannschaft gewann er dreimal die Rugby-League-Weltmeisterschaft. Seit 2007 spielen die Rabbitohs und die Roosters während der regulären Saison um eine Trophäe, die nach ihm benannt ist, der Ron Coote Cup.

## Karriere
Coote wurde in 1944 in Kingsford, einem östlichen Vorort von Sydney, als Sohn des Rugbyspielers Jack Coote geboren. Sein Vater spielte von 1929 bis 1937 als Stürmer für die Roosters, die damals nur Eastern Suburbs hießen und gewann mit ihnen 1936 die NSWRL. Von 1964 bis 1978 spielte Coote in der NSWRL, bevor ihn 1978 die Folgen von zwei Armverletzungen zum Beenden seiner Karriere zwangen. Von 1964 bis 1971 spielte er in 151 Spielen für die South Sydney Rabbitohs, in denen er 48 Versuche legte. Während dieser Zeit gewann er 1967, 1968, 1970 und 1971 das Grand Final der NSWRL, 1965 und 1969 musste man sich den St. George Dragons bzw. den Balmain Tigers geschlagen geben.
1972 wechselte er zu den Eastern Suburbs Roosters, für die er bis 1978 spielte und in 108 Spielen 39 Versuche legte. Bereits in seiner ersten Saison schafften die Roosters es ins Grand Final, in dem sie sich den Manly-Warringah Sea Eagles geschlagen geben mussten. 1974 und 1975 gewann er mit den Roosters zwei Titel hintereinander. Während dieser Zeit absolvierte er von 1965 bis 1975 23 Spiele für Australien, mit denen er 1967, 1970 und 1975 die Rugby-League-Weltmeisterschaft gewann. 1970 war er in drei von vier Spielen Kapitän, unter anderem auch im Finale gegen Großbritannien.

## Späteres Leben
Im Jahr 2002 war Coote Mitbegründer des Programms Men of League, das ehemaligen Spielern, Funktionären und Schiedsrichtern hilft, die schwere Zeiten durchmachen. Bis 2017 war er Vorsitzender dieser Organisation.
2004 wurde er von den Rabbitohs ins South Sydney Dream Team gewählt. Die Roosters wählten ihn ebenfalls in eine Liste der besten Spieler aus ihrer Vereinsgeschichte. 2005 wurde er in die Australian Rugby League Hall of Fame aufgenommen. 2008 wurde eine Liste namens Australian rugby league’s 100 greatest players veröffentlicht, in der er enthalten ist. Im selben Jahr veröffentlichten die New South Wales Blues, die Auswahlmannschaft des Bundesstaats New South Wales, eine Liste ihrer besten Spieler, in der er ebenfalls enthalten ist.
Coote ist Mitglied auf Lebenszeit im Sydney Cricket Ground und besitzt eine Plakette auf dem dortigen Walk of Honour.